# Língua crioula indo-portuguesa da Costa de Coromandel
O crioulo indo-português da Costa de Coromandel era uma língua crioula de base portuguesa, que se formou durante o contato entre a língua portuguesa e línguas locais, atualmente esta linguagem encontra-se extinta, mas foi muito falado na Costa de Coromandel, Índia: (Meliapor, Madrasta, Tuticorim, Cuddalore, Karikal, Pondicheri, Tranquebar, Manapar, Negapatão…). Os descendentes de portugueses da Costa de Coromandel são geralmente conhecidos como "Topasses", eram católicos e falavam o crioulo português. Com o início do domínio inglês na Índia, eles começaram a falar a língua inglesa em lugar do português e também anglicizaram seus nomes. Atualmente fazem parte da comunidade eurasiana. Em 1883, em Negapatão, ainda existiam cerca de 20 famílias que falavam o crioulo indo-português.